# Orville, Pas-de-Calais
Orville là một xã trong tỉnh Pas-de-Calais, vùng Hauts-de-France, Pháp.
Orville có cự ly 20 dặm (32 km) về phía tây nam của Arras, tại giao lộ của các tuyến đường D24 and D938, bên bờ sông Authie, tại ranh giới với tỉnh Somme.

## Dân số
| 1962                                                              | 1968 | 1975 | 1982 | 1990 | 1999 | 2006 |
| ----------------------------------------------------------------- | ---- | ---- | ---- | ---- | ---- | ---- |
| 411                                                               | 409  | 318  | 277  | 325  | 325  | 336  |
| Số liệu điều tra dân số tính từ năm 1962, dân số chỉ tính một lần |      |      |      |      |      |      |

## Địa điểm nổi bật
- Nhà thờ St.Martin, thế kỷ 19.